# Філіп Ι де Монфор
Філіп Ι де Монфор (помер 17 березня 1270, Тір) — сеньйор Ла-Ферте-Але та Кастр-ан-Альбігуа у Французькому королівстві та сеньйор Торона (1240—1270) і Тіра (1246—1270) в Єрусалимському королівстві. Син Гі де Монфора та Ельвізи д'Ібелін (дочки Баліана д'Ібелін).

## Життя
Філіп успадкував свої французькі сеньйорії Кастр, Ла-Ферте-Але та Бретанкур після смерті батька Гі де Монфора під час облоги Варі в ході Альбігойського хрестового походу в 1228 році.
Його першою дружиною була Елеонора де Куртене (пом. до 1230 р.), дочка П'єра II де Куртене.
У 1239 р. передав свої французькі володіння синові Філіпу, а сам вирушив до Палестини. Вдруге, десь після 1240 року Філіп одружився з Марією Антіохійсько-Вірменською, старшою дочкою Раймунда-Рубена Антіохійського, яка була сеньйорою Торона в Єрусалимському королівстві та претенденткою на престол Кілікійської Вірменії. В Палестині Філіп приєднався до партії свого дядька Жана I д'Ібелін в його протистоянні з представниками імператора Фрідріха II під час Війни з ломбардцями.
У 1243 р., після захоплення Тіра армією Ібелінів, отримав це місто у власний феод. У 1244 році він був призначений конетаблем Єрусалиму, але в битві при Форбії підпорядковувався Готьє IV Брієннському. В цій катастрофічній для хрестоносців битві, Філіп став одним із небагатьох християнських лицарів, які врятувалися від загибелі чи полону. У 1246 році король Кіпру Генріх I, тодішній регент Єрусалимського королівства, визнав його сеньйором Тіру в нагороду за його заслуги перед баронською партією під час Війни з ломбардцями (1288-1243). Хоча законність цього дарування була дещо сумнівною, король Кіпру Гуго III визнав його, але при цьому залишив за собою право викупити цей феод.
У 1248 — один з претендентів на трон Кілікійського царства.
Філіп приєднався до Сьомого хрестового походу і в 1250 році виконував функцію посла Людовика IX Святого на переговорах про перемир'я та відступ з Дамієтти. У 1256 році він вигнав з Тіра венеційців, що стало одним з приводів для початку війни Святого Сави. Під час цього конфлікту він намагався допомогти генуезцям під час битви біля Акри в 1258 році, але після поразки генуезького флоту відвів своє військо від міста, що допомогло вирішити боротьбу за Акру на користь венеційців.
У 1266 році він втратив Торон на користь султана Байбарса, але навіть у старості Філіпа, Бейбарс побоювався як його самого, так і можливого успіху його звернень європейських правителів до організації чергового хрестового походу. Ймовірно, за наказом султана Бейбарса Філіп де Монфор був вбитий асасинами 12 серпня 1270 року під час молитви в каплиці.
Його спадкоємцем у французьких володіннях став його син Філіп II де Монфор, а в Єрусалимському королівстві — його син Жан де Монфор.

## Родина
1 Дружина — Елеонора де Куртене
Діти:
- Філіп ΙΙ Монфор, сеньйор Кастр-ан-Альбігуа (пом. 24 вересня 1270, Туніс)[6], одружився з Жанною де Леві-Мірпуа[7].

2 Дружина — Марія Антіохійсько-Вірменська
Діти:
- Жан де Монфор, сеньйор Торона і Тіру (бл. 1240 — 27 листопада 1283, Тір), одружився 22 вересня 1268 року з Маргаритою Антіохійською-Лузіньянською[8].
- Філіппа де Монфор (пом. 1282), одружена з Вільямом, сеньйором Естевіля в Нормандії[9].
- Гемфрі де Монфор, сеньйор Торона і Тіру (пом. 12 лютого 1284 р., Тір), одружений бл. 1270 р. з Есківою д'Ібелін, сеньйорою Бейрута[8].